# Operación Rübezahl
La Operación Rübezahl fue el comienzo de una retirada estratégica de las tropas alemanas de Serbia después del cambio de frente por parte de Rumania y Bulgaria durante la Segunda Guerra Mundial.